# Ацетат натрия
Ацета́т на́трия (этаноа́т на́трия, химическая формула — C2H3O2Na или CH3COONa или  AcONa) — органическая натриевая соль уксусной кислоты.
При стандартных условиях, ацетат натрия — это кристаллы со слабым солёным вкусом и уксусным запахом.

## Химические реакции
При взаимодействии ацетата натрия  с алкилгалогенидами (например, бромэтаном) образуется сложный эфир — этилацетат:
{\displaystyle {\mathsf {CH_{3}COONa+CH_{3}CH_{2}Br\rightarrow CH_{3}COOC_{2}H_{5}+NaBr}}}
При сильном нагревании (более 324 °C) ацетат натрия разлагается на карбонат натрия и ацетон:
{\displaystyle {\mathsf {2CH_{3}COONa\xrightarrow {>324^{\circ }C} Na_{2}CO_{3}+(CH_{3})_{2}CO}}}
Реакция Дюма: При взаимодействии ацетата натрия с гидроксидом натрия образуется метан:
{\displaystyle {\mathsf {CH_{3}COONa+NaOH\rightarrow CH_{4}\uparrow +Na_{2}CO_{3}}}}

## Способы получения
- В лабораторных условиях ацетат натрия образуется при взаимодействии уксусной кислоты, например, с карбонатом натрия, гидрокарбонатом натрия или гидроксидом натрия.

{\displaystyle {\mathsf {2CH_{3}COOH+Na_{2}CO_{3}\longrightarrow 2CH_{3}COONa+CO_{2}\uparrow +H_{2}O}}}
{\displaystyle {\mathsf {CH_{3}COOH+NaHCO_{3}\longrightarrow CH_{3}COONa+CO_{2}\uparrow +H_{2}O}}}
{\displaystyle {\mathsf {CH_{3}COOH+NaOH\longrightarrow CH_{3}COONa+H_{2}O}}}
Это хорошо известная реакция «гашения» пищевой соды и винного уксуса, происходящая в тесте. 
- Ацетат натрия образуется в ходе экзотермической реакции растворения металлического натрия в уксусной кислоте:

{\displaystyle {\mathsf {2CH_{3}COOH+2Na\longrightarrow 2CH_{3}COONa+H_{2}\uparrow +Q}}}

## Область применения
Ацетат натрия используется в текстильном производстве для нейтрализации отработанной серной кислоты в сточных водах и как фоторезист при использовании анилиновых красителей. Также используется при дублении солями хрома (для протравливания), и замедляет процесс вулканизации хлоропрена при производстве синтетических резин.
Ацетат натрия известен как пищевая добавка E262 и применяется как консервант.
Также ацетат натрия является источником углерода для бактерий, выращиваемых на питательной среде.

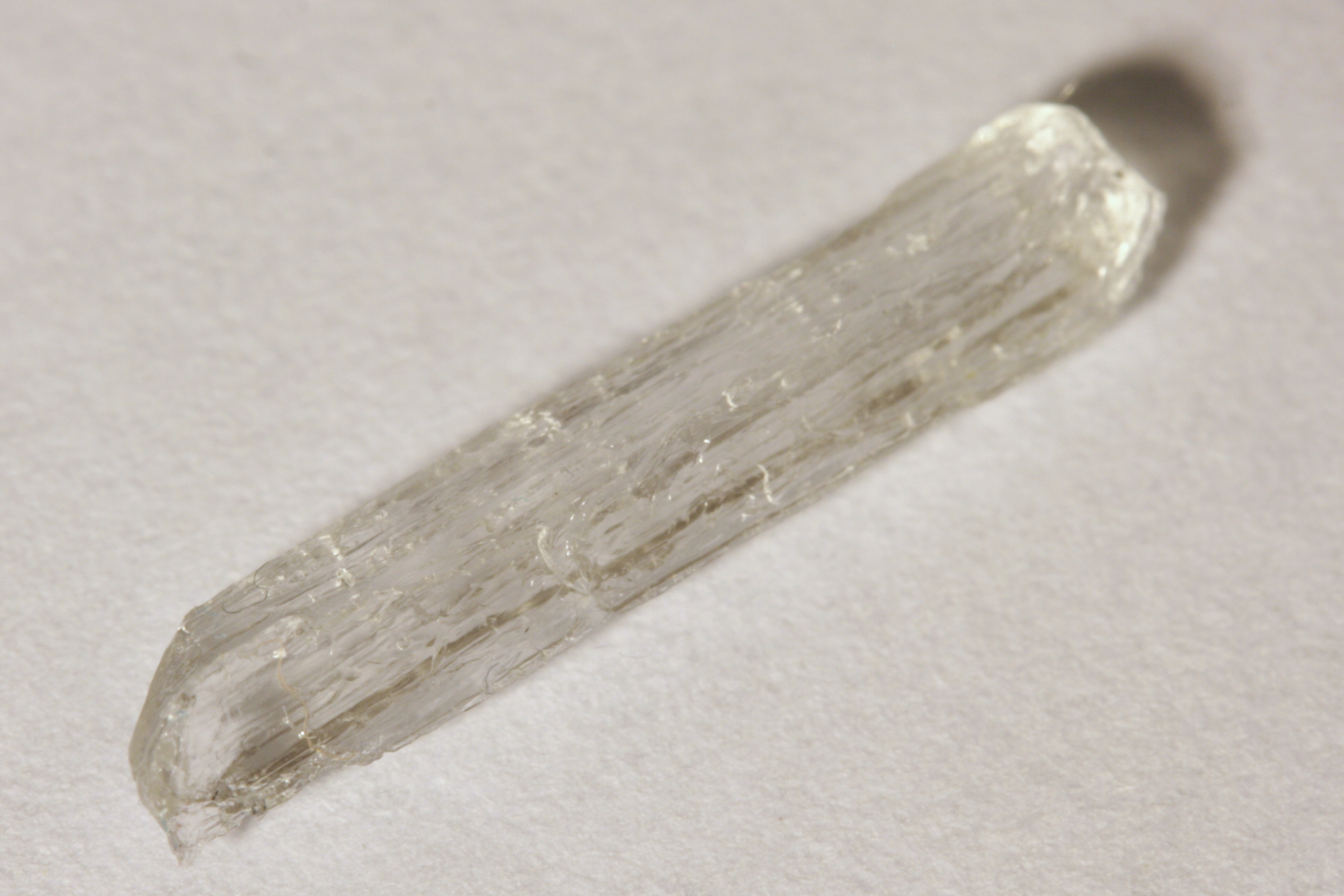
Кристалл тригидрата ацетата натрия

В растворе ацетат натрия (будучи солью слабой кислоты) и уксусная кислота могут применяться как буфер для сохранения относительно постоянного pH. Это особенно полезно в биохимии в pH-зависимых реакциях.
Ацетат натрия также используется в быту как составная химических грелок (англ. heating pad) или химических обогревателей (англ. Hand warmer), применяется как составная часть смеси «горячего льда» (англ. «hot ice»), при кристаллизации ацетата натрия выделяется тепло — это экзотермический процесс. При нагреве тригидрата ацетата натрия (имеющего точку плавления в +58 °C) до 100 °C (обычно ёмкость с ним кладут в кипящую воду) он расплавляется (вернее, растворяется в собственной кристаллизационной воде) и переходит в водный раствор ацетата натрия. При охлаждении этого раствора образуется перенасыщенный раствор ацетата натрия в воде. Этот раствор прекрасно переохлаждается до комнатной температуры без образования твёрдой фазы, затем нажатием на металлический диск в ёмкости образуется центр кристаллизации, который, вырастая, заставляет перенасыщенный раствор переходить в твёрдую фазу тригидрата ацетата натрия. Этот процесс сопровождается значительным выделением тепла (экзотермическая реакция),  теплота фазового перехода составляет 264—289 кДж/кг.
На этом свойстве основан довольно красивый химический опыт — «горячий лёд».

## Влияние на организм
Ацетат натрия может всасываться в организм при проглатывании. Является ирритантом. LD50 25956 мг/кг. По другим данным из того же источника: LD50 (крысы, орально): 3500 мг/кг, LD50 (мыши, орально): 4960 мг/кг.

## Галерея

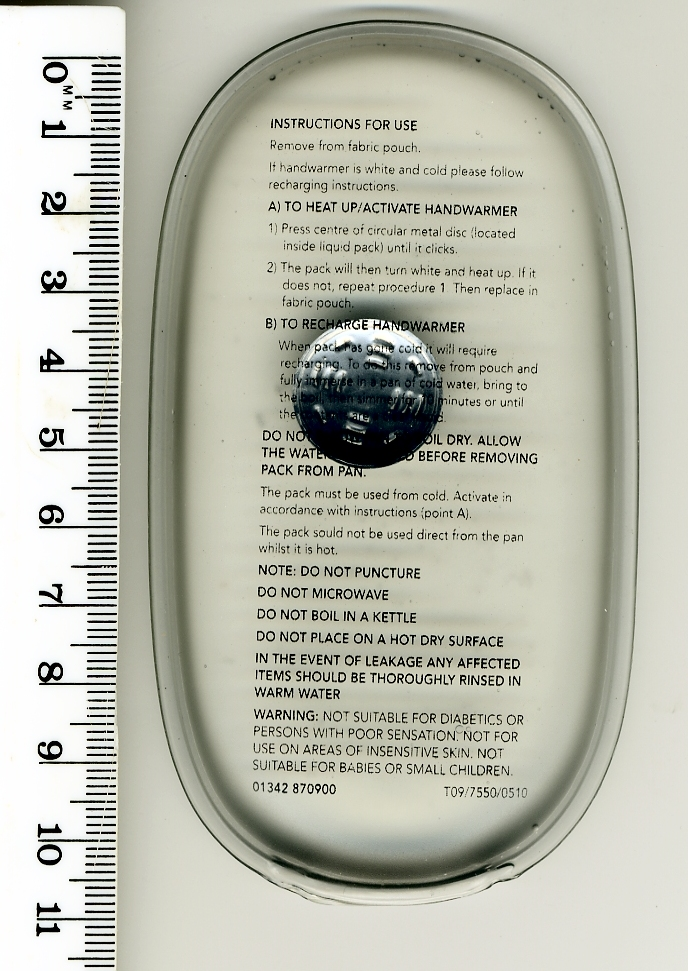
Химический обогреватель c перенасыщенным раствором ацетата натрия
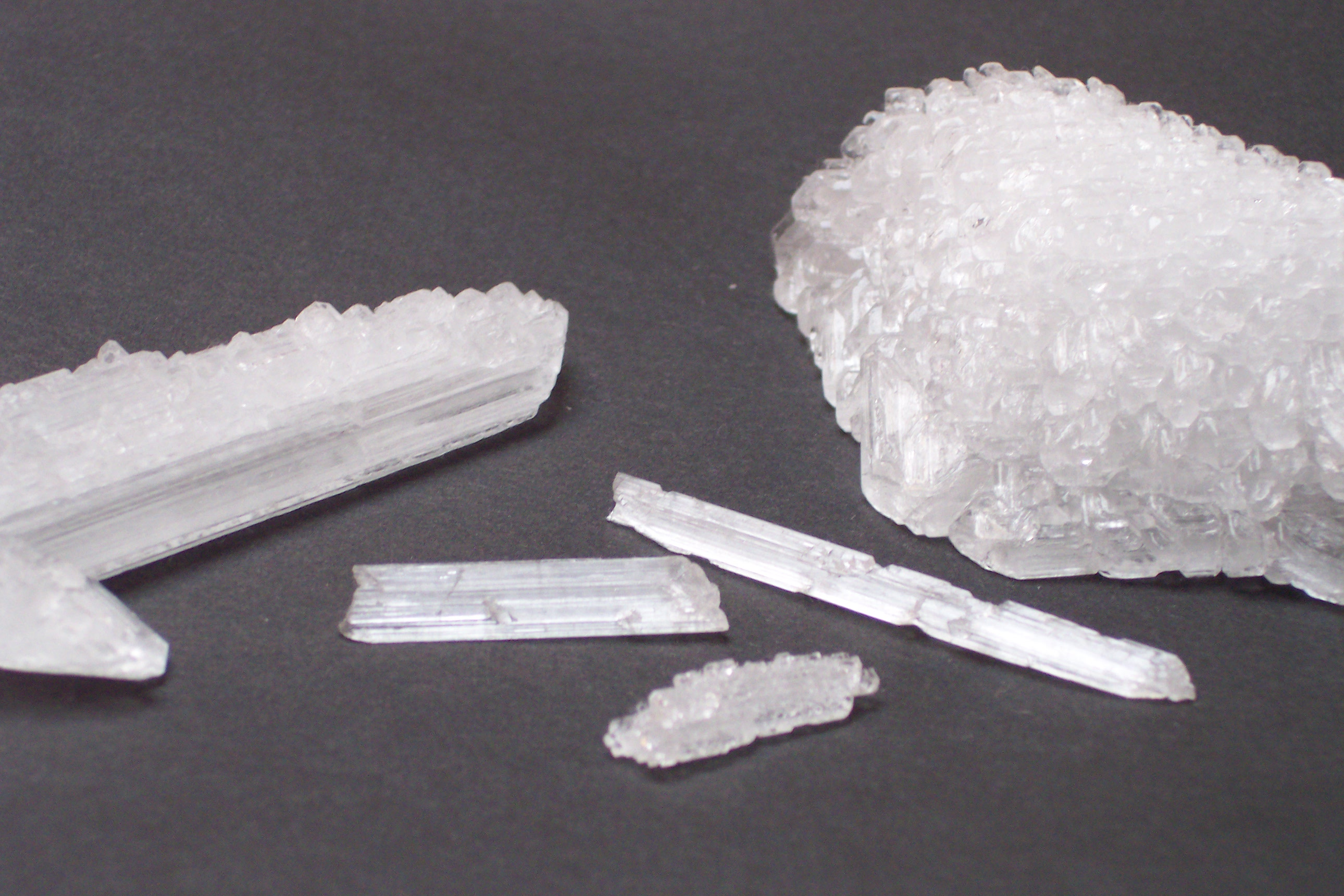
Ацетат натрия